# جبن طري

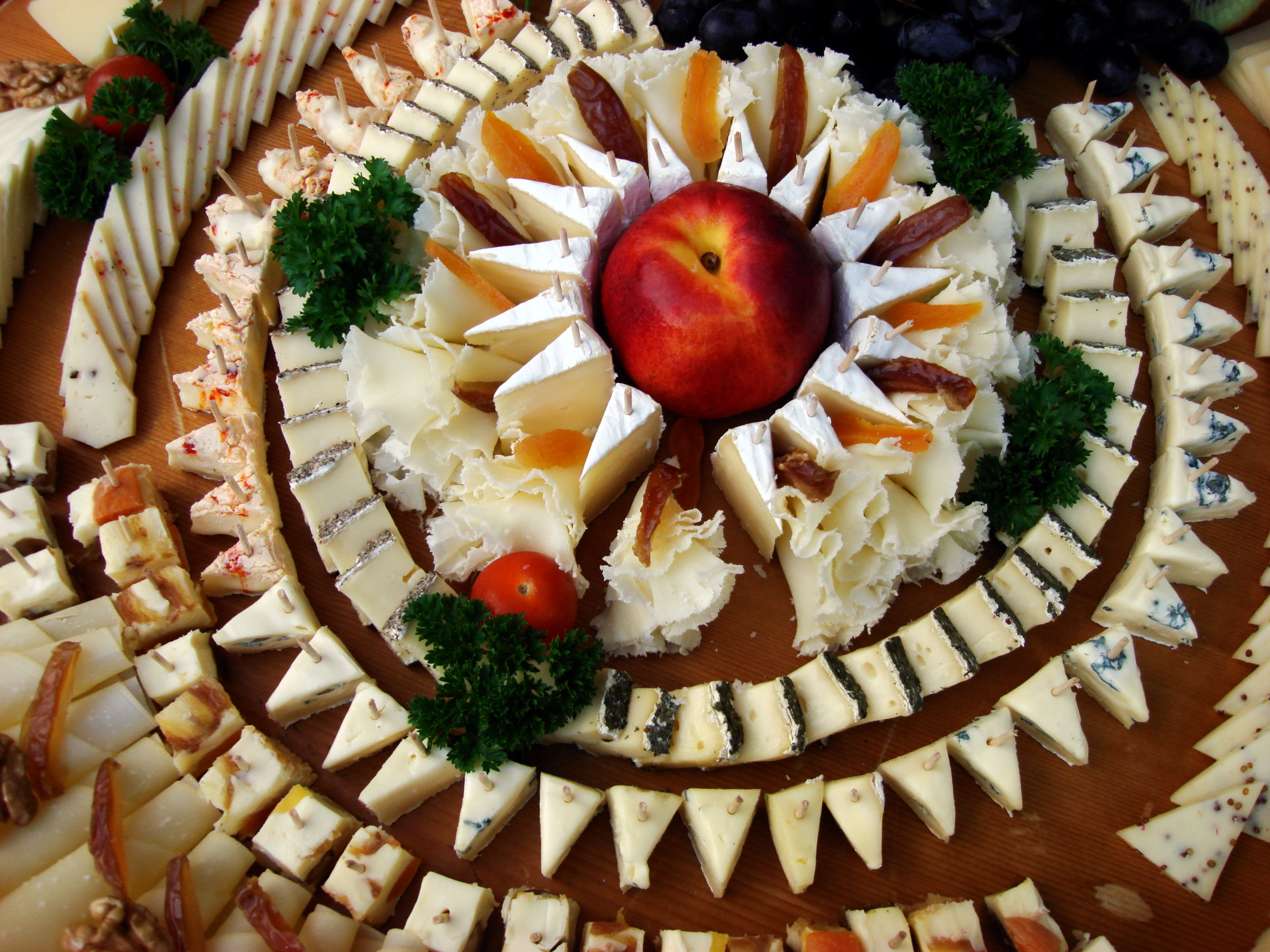
طبق مقبلات من الجبن الطري

الجبن اللين أو الجبن الطري (بالإنجليزية: Soft cheese)‏ هو الجبن الذي يزيد محتواه من الماء في كتلة الجبن الخالية من الدهون على 67٪. يمكن صنع الجبن الطري من الحليب المبستر أو الحليب الحراري أو الحليب المحض. تخضع الأجبان الطرية المصنوعة من الحليب الخام لمتطلبات النظافة الصارمة بموجب قانون الاتحاد الأوروبي.
يبدأ نضج الجبن الطري من الخارج إلى الداخل. يحدث النضج بسرعة في درجات الحرارة المرتفعة. كلما كان الجبن أكثر نضجًا اكتسب القوام القشدي الناعم النموذجي. عادة ما يكتسبون قوامًا ناعمًا فقط عندما ينضجون، على الرغم من أن النواة الصلبة داخل العجين غالبًا ما تختفي تدريجيًا.